# UEFA U-17欧州選手権2005
欧州U-17選手権2005（2005 UEFA U-17 Championship）は、4回目のUEFA U-17欧州選手権。イタリア、トスカーナ州で開催され、本大会の開催期間は2005年5月3日から5月14日。
2005 FIFA U-17世界選手権の予選を兼ねている。

## グループステージ
※ 時刻表示は全て現地時間（CET）

### グループA
| チーム       | 試 | 勝 | 分 | 負 | 得 | 失 | 差 | 点 |
| ------------ | -- | -- | -- | -- | -- | -- | -- | -- |
| イタリア     | 3  | 2  | 0  | 1  | 2  | 1  | +1 | 6  |
| トルコ       | 3  | 2  | 0  | 1  | 8  | 4  | +4 | 6  |
| イングランド | 3  | 1  | 0  | 2  | 6  | 4  | +2 | 3  |
| ベラルーシ   | 3  | 1  | 0  | 2  | 2  | 9  | -7 | 3  |

| 2005年5月3日 16:00 |

| ベラルーシ | 0 – 4 | イングランド                                                   |
|            |       | ウェストン 19分 · エフレイム 44分, 55分 · ガーナー 69分 (pen.) |

| サンタ・クローチェ・スッラルノ 主審: ヨウニ・ヒエタラ |

| 2005年5月3日 19:00 |

| イタリア        | 1 – 0 | トルコ |
| ルッソット 50分 |       |        |

| エットーレ・マヌッチ, ポンテデーラ 主審: クリスティアン・バライ |

| 2005年5月5日 16:00 |

| イタリア      | 0 – 1 | ベラルーシ |
| キスリー 57分 |       |            |

| オスヴァルド・マルティーニ, カステルフランコ・ディ・ソット 主審: パベル・オルシアク |

| 2005年5月5日 16:00 |

| トルコ                            | 3 – 2 | イングランド        |
| キョセ 21分, 32分 · シャヒン 71分 |       | ガーナー 41分, 60分 |

| エットーレ・マヌッチ, ポンテデーラ 主審: パヴェル・クラロヴェツ |

| 2005年5月8日 17:15 |

| イングランド | 0 – 1 | イタリア               |
|              |       | ルッソット 35分 (pen.) |

| シモーネ・レディーニ, カーシナ 主審: ゴンサレス・バスケス |

| 2005年5月8日 17:15 |

| トルコ                                               | 5 – 1 | ベラルーシ      |
| キョセ 38分 (pen.), 44分, 66分 · ユルマズ 67分, 69分 |       | シヴァコフ 35分 |

| オスヴァルド・マルティーニ, カステルフランコ・ディ・ソット 主審: スヴェイン・オドヴァル・ムーン |

### グループB
| チーム     | 試 | 勝 | 分 | 負 | 得 | 失 | 差 | 点 |
| ---------- | -- | -- | -- | -- | -- | -- | -- | -- |
| クロアチア | 3  | 2  | 1  | 0  | 11 | 6  | +5 | 7  |
| オランダ   | 3  | 1  | 2  | 0  | 4  | 3  | +1 | 5  |
| スイス     | 3  | 1  | 1  | 1  | 5  | 5  | 0  | 4  |
| イスラエル | 3  | 0  | 0  | 3  | 3  | 9  | -6 | 0  |

| 2005年5月3日 16:00 |

| イスラエル | 0 – 3 | スイス                                      |
|            |       | ハリミ 13分 · ガシ 42分 · ラキティッチ 48分 |

| シモーネ・レディーニ, カーシナ 主審: パヴェル・クラロヴェツ |

| 2005年5月3日 17:00 |

| クロアチア                                      | 2 – 2 | オランダ                                      |
| カリニッチ 29分 · バチェリッチ＝グルギッチ 67分 |       | フォルトレン 81分 · ファン・デル・ラーン 84分 |

| サン・ジュリアーノ・テルメ 主審: ゴンサレス・バスケス |

| 2005年5月5日 16:00 |

| スイス | 0 – 0 | オランダ |
|        |       |          |

| サン・ジュリアーノ・テルメ 主審: スヴェイン・オドヴァル・ムーン |

| 2005年5月5日 18:30 |

| イスラエル                  | 2 – 4 | クロアチア                                                     |
| カヤル 40分 · ブザグロ 47分 |       | ヴィドヴィッチ 42分, 69分 · (Tobi) 67分 (o.g.) · ラドシュ 79分 |

| サンタ・マリーア・ア・モンテ 主審: ヨウニ・ヒエタラ |

| 2005年5月8日 15:00 |

| オランダ                            | 2 – 1 | イスラエル  |
| サルポング 37分 · ビセスワール 65分 |       | Spinnar 7分 |

| サンタ・マリーア・ア・モンテ 主審: パベル・オルシアク |

| 2005年5月8日 15:00 |

| スイス                      | 2 – 5 | クロアチア                                                                                              |
| ハリミ 28分 · ロヴレン 60分 |       | カリニッチ 50分, 77分 (pen.) · メフメダギッチ 53分 · ヴィドヴィッチ 53分 · （シュタウブリ） 79分 (o.g.) |

| サンタ・クローチェ・スッラルノ 主審: クリスティアン・バライ |

### 準決勝
| 2005年5月11日 20:00 |

| イタリア | 0 – 1 (延長) | オランダ        |
|          |              | ザールマン 89分 |

| エットーレ・マヌッチ, ポンテデーラ 主審: クリスティアン・バライ |

| 2005年5月11日 16:30 |

| クロアチア    | 1 – 3 | トルコ                            |
| ラドシュ 69分 |       | オズジャン 31分 · ドゥルエル 73分 |

| シモーネ・レディーニ, カーシナ 主審: パベル・オルシアク |

### 3位決定戦
| 2005年5月14日 15:00 |

| イタリア                                           | 2 – 1 (延長) | クロアチア      |
| デ・シルヴェストリ 59分 · ディ・ジェンナーロ 102分 |              | カリニッチ 60分 |

| サンタ・クローチェ・スッラルノ 主審: パヴェル・クラロヴェツ |

### 決勝
| 2005年5月14日 19:00 |

| オランダ | 0 – 2 | トルコ                      |
|          |       | ユルマズ 46分 · キョセ 51分 |

| エットーレ・マヌッチ, ポンテデーラ 主審: ゴンサレス・バスケス |

## 最終結果
| UEFA U-17欧州選手権2005優勝国 |
| ----------------------------- |
| · トルコ · 2回目              |